# Miskolczy Ambrus publikációinak jegyzéke
Miskolczy Ambrus történész publikációinak jegyzéke

## Önálló művek (könyvek, monografikus könyvrészletekmagyar nyelven)
- 1. Erdély a reformkorban (1830–1848), Erdély a forradalomban és a szabadságharcban (1848–1849). Erdély története III. Főszerk., Köpeczi Béla. Szerk. Szász Zoltán. Budapest, 1986, 1987, 1988. 1193–1424.
- 2. A brassói román levantei kereskedőpolgárság kelet–nyugati közvetítő szerepe (1780–1860). (Értekezések a történeti tudományok köréből. Új sorozat 106.) Budapest, 1986. 191.
- 3. A fanariótáktól a Hohenzollernekig. Budapest, ELTE BTK Román Filológiai Tanszék, 1992. 7–11., 75–147. (Trócsányi Zsolt szövegének rövidítése: 12–74.)
- 4. Erdély a Habsburgok birodalmában. Erdély rövid története. Főszerk., Köpeczi Béla. Szerk. Szász Zoltán. Budapest, 1989., 1993. 406–462. (Trócsányi Zsolttal: 365–405.)
- 5. Eszmék és téveszmék. Kritikai esszék a román múlt és jelen vitás kérdéseit tárgyaló könyvekről. Budapest, Bereményi Kiadó, 1994. 233.
- 6. Lélek és titok (A "mioritikus tér" mítosza avagy Lucian Blaga történelemszemléletéről) Budapest, Kortárs Kiadó, 1994. 127 l.
- 7. A zsidóemancipáció Magyarországon 1849-ben. Budapest, Múlt és Jövő, 1999. 136 l.
- 8. „A Führer olvas”. Tallózás Hitler könyvtárában. Budapest, Napvilág Kiadó, 2000. 180 l.
- 9. A legendák varázsa. Jules Michelet kelet–európai mítoszai és a magyar–román párbeszéd a 19. század derekán. Budapest, Universitas Kiadó, 2000. 387 l.
- 10. Szellem és nemzet. Babits Mihály, Eckhardt Sándor, Szekfű Gyula és Zolnai Béla világáról. Budapest, Napvilág Kiadó, 2001. 248 l.
- 11. Gyulay Lajos és világa. In: Gyulay Lajos naplói. I. Budapest, ELTE Román Filológiai Tanszék, KSH Levéltára, 2003. 8–11., 79–324.
- 12. Határjárás a román-magyar közös múltban. Budapest, Lucidus Kiadó, 2004. 343 l.
- 13. Románok a történeti Magyarországon. Budapest, Lucidus Kiadó, 2005. 186 l.
- 14. A magyar demokratikus kultúra „eredeti jellegzetességeiről” 1790–1849. Budapest, Napvilág Kiadó, 2006. 151 l.
- 15. Horn Ede (1825–1875) A magyar-zsidó nemzeti identitás forrásvidékén. Máriabesnyő – Gödöllő, Attraktor, 2007. 173 l.
- 16. A felvilágosodás és a liberalizmus között. Folyamatosság vagy megszakítottság? Egy magyar történészvita anatómiája. Budapest, Lucidus Kiadó, 2007. 129 l.
- 17. Kossuth Eperjesen. Carlowsky Zsigmond és Greguss Mihály jogbölcselete. Budapest, Állami és Jogtudományi Kar, 2007. 82 l.
- 18. Eposz és történelem. A Cigányiász avagy a cigánykép és az önkép megjelenítése a magyar és román irodalomban. Budapest, Lucidus Kiadó, 2008. 191 l.
- 19. Mítoszok és ellenmítoszok között. Párbeszéd irodalommal és történelemmel. Budapest, Napkút Kiadó, 2008. 294 l.
- 20. Kazinczy Ferenc útja a nyelvújítástól a politikai megújulásig I. Orpheus világában avagy a magyar demokratikus politikai kultúra kezdetei. Budapest, Lucidus Kiadó, 2009. 158 l.
- 21. Kazinczy Ferenc útja a nyelvújítástól a politikai megújulásig II. A virtus jegyében avagy a széphalmi mester erény-, nyelv- és nemzetszemlélete. Budapest, Lucidus Kiadó, 2009. 256 l.
- 22. A szarvasfiúk „rejtélye”. A kolindától a Cantata profanáig. Budapest, Lucidus Kiadó, 2010. 158 l.
- 23. Kazinczy Ferenc útja a nyelvújítástól a politikai megújulásig III. Reformot! De hogyan? avagy Kazinczy Ferenc és Berzeviczy Gergely vitája. Budapest, Lucidus Kiadó, 2010. 213 l.
- 24.	Kazinczy Ferenc útja a nyelvújítástól a politikai megújulásig IV. A nyilvánosság vonzása és taszítása avagy Hajnóczytól Kossuthig. Budapest, Lucidus Kiadó, 2010. 165 l.
- 25. „Tiszta forrás” felé... Közelítések Bartók Béla és a Cantata profana világához. Budapest, Gondolat, 2011. 334 l.
- 26. Modern mítoszok csapdáiban. Caragiale és Sebastian. Kolozsvár, Kriterion, 2011. 238 l.

### I.a. Önálló (magyarról fordított) művek (könyvek, könyvrészletek ) idegen nyelven
- 1. Siebenbürgen im Habsburgerreich. Kurze Geschichte Siebenbürgens. Budapest, 1990 (407–447. Trócsányi Zsolttal); 453–515. (=4.)
- 2. La Transylvanie dans l’Empire des Habsbourg. Histoire de la Transylvanie. Budapest, 1992 (395–439. Trócsányi Zsolttal); 440–499. (=4.)
- 3. Transylvania under the Habsburg Empire. History of Transylvania. Budapest, 1994 (415–458. Trócsányi Zsolttal); 459–524. (=4.)
- 4. Rolul de intermediere între Est şi Vest al burgheziei comerciale levantine române din Braşov (1780–1860). Bucureşti, Kriterion, 2000. 207 l. (=2.)
- 5. Transylvania in the Reform Era, Transylvania in the Revolution and the War of Independence 1848–1849. History of Transylvania III. . Ed. Béla Köpeczi, Zoltán Szász. New York, 2002. 4–333. (=1.)
- 6. Hitler’s Library. Budapest, New York, CEU Press, 2003.164. (=8.)
- 7. Romanians in Historic Hungary. Boulder, 2008. 171 l.

## II. Forráskiadványok
- 1. Egyház és forradalom. Biserică şi revoluţie. A köröskisjenői ortodox román egyházi zsinat. Sinodul ortodox românesc de la Chişineu–Criş 1849. Budapest, 1991. A bevezetést írta Miskolczy Ambrus. A szerkesztésben együttműködött Ioan Octavian Rudeanu. Az előszót írta Szabad György. Budapest, 1991. 200 l.
- 2. Moses Gaster: Judaica & Hungarica. A bevezetést írta és a forrásokat válogatta Miskolczy Ambrus. Budapest, ELTE Román Filológiai Tanszék, 1993. 251 l.
- 3. Jules Michelet: Les leçons au Collège de France 1847. Az előszót írta Miskolczy Ambrus. A forrásokat kiadta Miskolczy Ambrus, gondozta Szabics Imre és Patrick Quillier közreműködésével. Budapest, Universitas Kiadó, 1999. 191 l.
- 4. Gyulay Lajos naplói a forradalom és szabadságharc korából 1848. március 5. – 1849. június 22. Sajtó alá rendezte és jegyzetekkel ellátta V. András János, Csetri Elek, Miskolczy Ambrus. In: Gyulay Lajos naplói. II. Budapest, ELTE Román Filológiai Tanszék, KSH Levéltára, 2003. 410 l.

## III. Szerkesztett kötetek (elő- vagy utószóval)
- 1. Henri H. Stahl: A régi román falu és öröksége. A bevezetést írta, válogatta és jegyzetelte Miskolczy Ambrus. Az utószót írta Rostás Zoltán. Budapest, ELTE BTK Román Filológiai Tanszék, 1992 (236 l.)
- 2. Nicolae Iorga: A nemzetek közötti gyűlölködés ellen. Contra duşmăniei dintre naţii. Az előszót írta Makkai László és Miskolczy Ambrus. Budapest, 1992.
- 3. Ad lectorem! Europa Balcanica–Danubiana Carpathica, 1. 1993. 5–8. 178 l.
- 4. Előszó: Gheorghe I. Brătianu – Makkai László 1–13. In: Gheorghe I. Brătianu – Makkai László: A Tündérkert. Grădina zînelor. Budapest, 1994. 121 l.
- 5. Ad lectorem! Kapcsolattörténet és vallástörténet, Istoria relaţiilor şi a religiei. Europa Balcanica–Danubiana Carpathica, 2. A. 1995. 5–11. 210 l.
- 6. Az átláthatóság jegyében dekonstrukció –– rekonstrukció. Gottfried Schramm: Korai román történelem. Debrecen, 1997. 7–11. 107 l.
- 7. Ad lectorem! Europa Balcanica–Danubiana Carpathica, 3 1998. 7–8. 213 l.
- 8. Einhorn Ignác (Horn Ede): A forradalom és a zsidók Magyarországon. Ford. Fenyő István. Utószó: Horn Ede (1825–1875) dilemmái. 189–258. Budapest, Universitas Kiadó, 2000. 260 l.
- 9. Ignaz Einhorn (Eduard Horn): Die Revolution und die Juden. Nachwort. Ein Lebenskampf für die Freiheit. 181–189. Budapest, Universitas, 2001. 189 l.
- 10. Mítoszok nyomában… Mítoszképzés és történetírás a Duna-tájon. Budapest, ELTE Román Filológiai Tanszék, KSH Levéltára, 2004. 357.
- 11. Radu Rosetti, Meinolf Arens, Daniel Bein, Demény Lajos: Rendhagyó nézetek a csángókról. Budapest, ELTE Román Filológiai Tanszék, KSH Levéltára, 2004. 156.
- 12. Magyar utazók a Duna-tájon. Tanárky Gedeon és Fenichel Sámuel útleírásai. A szövegeket közölte, bevezette és jegyzetekkel ellátta Losonczy Tóth Árpád és Izsák Sámuel. Az előszót írta Miskolczy Ambrus. Budapest, Lucidus, 2006. 203.
- 13. Szomszédok világai. Kép, önkép és a másikról alkotott kép (Klement Judittal és Vári Andrással). Budapest, KSH Könyvtár és Levéltár, 2006. 239.
- 14. Zolnai Béla: Nemzet és szellemtörténet. Budapest, Lucidus Kiadó, 2009. 216 l.

## IV. Tanulmányok és közlemények folyóiratokban és tanulmánykötetekben
- 1. A román nemzeti egység kérdése és az 1840-i havasalföldi forradalmi mozgalom. Századok, 1973. 2. sz. 406–426.
- 2. Adatok az erdélyi reformkori hivatalnok–hivatalnok értelmiség életformájához. Agrártörténelmi Szemle, 1977. 3–4. sz. 412–422.
- 3. Beiträge zur Lebensform der Siebenbürger Beamten–Intelligenz in Reformzeitalter. Annales Universitatis Scientiarum Budapestiensis. Sectio historica, 1978. 251–262.
- 4. Teleki József gubernátor látogatása Nagyszebenben 1848. május 3-án. Levéltári Szemle, 1978. 3. sz. 685–694.
- 5. Társadalmi és nemzeti kérdés az utolsó erdélyi rendi országgyűlésen. Századok, 1979. 5. sz. 851–883.
- 6. A bécsi állami nyomda román könyvkiadási tervei az 1840–es években. Magyar Könyvszemle, 1980. 1. sz. 56–60.
- 7. Projects of the Vienna State Printing–House (Staatsdrückerei) for the Publication of Romanian Books in the 1840s. Revue des études sud–est européennes, 1980. 2. nr. 324–331. (megjelent magyarul is)
- 8. Le rôle des publications de l'Imprimerie Universitaire de Buda dans l'évolution de la culture roumaine de la fin du XVIIIe siècle à 1830. Typographia Universitatis Hungaricae Budae. Red. Péter Király. Budapest, 1984. 301–307.
- 9. Szász Károly befejezetlen lapalapítási terve 1850-ből. Confessio, 1980. 3. sz. 110–113.
- 10. Az erdélyi magyar liberális ellenzék társadalmi reformtörekvései. Jogtudományi Közlöny, 1980. 10. sz. 654–662.
- 11. Az 1846–47-i erdélyi diéta. Magyarország története V. Szerk., Mérei Gyula. Budapest, 1980. 966–972.
- 12. Népesség, társadalom és gazdaság Erdélyben a feudalizmus válságának idején. Történelmi Szemle, 1980. 3. sz. 509–529.
- 13. Metternich – a filozófus Köteles Sámuel ellen. Confessio, 1981. 2. sz. 48–51.
- 14. Az írni tudás és a társadalmi rétegződés Erdélyben 1820–1830. A Ráday Gyűjtemény Évkönyve II. 1981. Budapest, 1981. 121–138.
- 15. Roumanian –Hungarian Attempts at Reconciliation in the Spring of 1849 in Transylvania. Ioan Dragoş' Mission. Annales Universitatis Budapestiensis de Rolando Eötvös nominatae. Sectio historica XXX. Budapest, 1981. 61–81.
- 16. A dél– és délkelet erdélyi kézműves ipar a kelet–európai regionális munkamegosztásban a múlt század derekán. Ethnographia, 1982. 3. sz. 390–422.
- 17. L'industrie artisanale de la Transylvanie au milieu du XIXe siècle. Technikatörténeti Szemle, 1982. 231–236.
- 18. Társadalom, nemzetiség és ellenzékiség kérdései az erdélyi magyar reformmozgalomban (1830–1843). Századok, 1983. 5. sz. 1061–1096.
- 19. Az Erdélyi Nagyfejedelemség "birodalompolitikai" jelentősége az 1848–i májusi válságban. A magyar polgári átalakulás kérdései. Tanulmányok Szabad György 60. születésnapjára. Szerk., Dénes Iván Zoltán, Gergely András, Pajkossy Gábor) Budapest, 1984. 285–308.
- 20. Epizód az 1849 júliusi román–magyar megbékélési törekvések történetéből. Magyar–román filológiai tanulmányok. Szerk., Nagy Béla. Budapest, 1984. 396–409.
- 21. Az 1920–as évek román fejlődésvitája a polgárság nemzeti–történeti szerepéről. Világtörténet, 1984. 4. sz. 118–133.
- 22. Henri H. Stahl – a kelet–európai népélet egy román szociológus–történész kutatója. Ethnographia, 1984. 3. sz. 481–489.
- 23. Über die historische Rolle des rumänischen Bürgertums (Der Entwicklungsstreit der 1920er Jahre und dessen Nachleben in Rumänien.) Bürgertum und bürgerliche Entwicklung in Mittel–und Osteuropa. Hrsg. Bácskay Vera. Budapest, 1986. 819–878.
- 24. Románia születésének jegyében. Világtörténet, 1987. 3. sz. 42–75.
- 25. Contribuţii privind circulaţia Ceaslovului românesc. Calendarul nostru. 1988. 164–168. (Ioan Octavian Rudeanuval)
- 26. Ungarischer Adliger–rumänischer Untertan? Über die gesellschaftliche Entwicklung in Fogarasch im 19. Jahrhundert. Forschungen über Siebenbürgen und seine Nachbarn. Festschrift für Attila T. Szabó und Zsigmond Jakó. Hrsg. Thomas von Bogyay, Horst Glass. I. München 1987. 123–135. (Studia Hungarica, 31.)
- 27. Teleki László szereplése a reformkori Erdély politikai életében. Teleki és kora. Szerk., Praznovszky Mihály és Rozsnyói Ágnes. Salgótarján, 1987. 61–89.
- 28. Questions de société, nationalité, opposition dans le mouvement réformiste hongrois en Transylvanie (1830–1843) Acta Historica, 33. 1987. 1. sz. 1–34. (megjelent magyarul is)
- 29. Martor al trecutului: protocolul bisericesc al parohiei ortodoxe române din Apateu. Timpuri, 1988. 25–44. (I. O. Rudeanuval)
- 30. Le rôle intermédiaire joué par la bourgeoisie commerçante levantine roumaine de Braşov entre l'Orient et l'Occident au XIXe siècle.
- 31. International Journal of Rumanian Studies. 1988. 1. n. 31–38.
- 32. Mesaje din trecut: proverbe românesti din secolul al XIX–lea. Izvorul, 1988. 1. n. 3–21. (I. O. Rudeanuval)
- 33. L'urbanisation de la Transylvanie dans la première moitié du XIXe siècle. Cahiers du Centre de recherches historiques, 1988. 2. n. 83–90.
- 34. Vom Liberalismus zum Radikalismus. László Teleki im Siebenbürgen des Vormärz. Ungarn Jahrbuch, (München) 16. 1988. 28–45.
- 35. A történelmi szolidaritás forrásvidékén. Új Erdélyi Múzeum, 1990. 1–2. sz. 123–135.
- 36. Az erdélyi református iskolahálózat a reformkor hajnalán. Új Erdélyi Múzeum, 1990. 1–2. sz. 165–177.
- 37. Kelet és Nyugat között. Buksz 1991. 1. sz. 81–83. = Új Magyar Múzeum, 1991. 1–4. sz. 187–191.
- 38. Siedmiogrod a rewolucja wegierska 1848–1849. Wegrzy, Polacy a ich sasiedzi. Szerk., D. Molnár István. Warszawa, 1990. 21–28.
- 39. Alphabetisation und gesellschaftliche Schichtung in Siebenbürgen in de 20ger und 30ger Jahren des 19. Jahrhunderts. Études Historiques Hongroises, 1990. II. Ed. Ferenc Glatz. Budapest, 1990. 77–96.
- 40. Iorga–paradoxonok. Tiszatáj, 1991. 2. sz. 48–69.
- 41. A kontinuitás–vita historikuma. Buksz, 1991. 2. sz. 186–191.
- 42. "A reformáció jegyében"? (Az 1648–i gyulafehérvári román Újszövetség másodkiadásáról.) Tiszatáj, 1992. 1. sz. 63–74.
- 43. Az 1848–49–i magyar forradalom bajor szemmel (A diplomáciatörténet és imagológia határán.) Századok, 1989. 5–6. sz. 644–674.
- 44. Szalay László és Anatolij Nyikolajevics Gyemidov levelezése. Irodalomtörténeti Közlemények, 1991. 5–6. sz. 149–155.
- 45. A megújuló román ortodoxia a történeti Magyarországon: az 1849–i aradi egyházmegyei zsinat. Egyházak a változó világban. Szerk. Bárdos István, Beke Margit. Esztergom, 1991. 227–230.
- 46. Egy román Jókai–regényhős viszontagságai 1848–49–ben. Aetas, 1992. 1–2. sz. 127–135.
- 47. ”Arról, amit az Erdély történetében írtunk... ” Aetas, 1992. 150–157.
- 48. "Harc a fülekért". Buksz, 1992. 4. sz. 432–443.
- 49. Lend me your Ears. Books, 1992. 4. sz. 144 –148. (megjelent magyarul is)
- 50. The Faces of Anti–Semitism in Romania. Books, 1993. 3. sz. 124–128. (megjelent magyarul is)
- 51. De la colindă la lumină lină. (I. O. Rudeanuval). Europa Balcanica–Danubiana Carpathica, I. 1993. 106–121.
- 52. Aron Pumnul, dascăl spiritual al tinărului Eminescu. Europa Balcanica–Danubiana Carpathica, I. 1993. 220–232.
- 53. Cioran antimioritikus lázadása. Szomszédaink között Kelet–Európában. Emlékkönyv Niederhauser Emil 70. születésnapjára. Budapest, 1993. 379–392.
- 54. A karó mint metafora. I. Buksz, 1993. 4. sz.
- 55. Egy görögkatolikus püspök római száműzetésben. Századok, 1994. 1. sz. 180–193.
- 56. "Die Entwicklung der Unterentwicklung" im Siebenbürgen des Vormärzes. Fragen, Antworten, Probleme. Forschungen zur Volks–und Landeskunde, 1993. 1. sz. 43–51.
- 57. A karó mint metafora. II. Buksz, 1994. 1. sz. 54 – 60.
- 58. Nicolae's Iorga Conception of Transylvanian Romanian History in 1915. Historians and the History of Transylvania. Ed. by László Péter, East European Monographs, No. CCCXXXII. Boulder, New York, 1992. 159–166.
- 59. Az archaizmus értelmezései. [Hozzászólás Kósa László "Erdély néprajza" c. tanulmányához] Ethnographia, 1991. 3–4. sz. 217–222.
- 60. Történelem és ideológia az újabb román irodalomtörténetekben. Világtörténet, 1994. tavasz–nyár, 46–54.
- 61. A gyulafehérvári román Biblia "titka". Protestáns Szemle, 1994. 3. sz. 165–189.
- 62. Barát vagy ellenség? Scotus Viator és Macartney Elemér. Holmi, 1994. 10. sz. 1502–1512.
- 63. Sub semnul Reformei? Europa Balcanica–Danubiana–Carpathica, 2A. 1995. 187–210.
- 64. Henri H. Stahl "esszéi". Korok, régiók, társadalmak. Szerk., Kulcsár Árpád, Szulovszky János. Budapest, 1994. 291–310.
- 65. A román romantika és folklórszemlélete. Aetas, 1994. 2. sz. 134–169.
- 66. Church and Revolution: the Romanian Orthodox Synod et Chişineu–Criş in 1849. Revue des Études Roumaines. XVII–XVIII. (Paris – Iaşi) 1993. 289–295.
- 67. A bukás stratégiái: önkultusz – énkultusz. Széljegyzetek egy készülő Cioran–monográfiához. 2000 1995. 8. sz. 48–60.
- 68. Két verses krónika a román ortodoxia múltjából. Europa Balcanica–Danubiana–Carpathica, 2B. 1995. 396–400.
- 69. A balázsfalvi ikon irataiból. Europa Balcanica–Danubiana–Carpathica, 2B. 1995. 422–469. V. András Jánossal.
- 70. Icon lacrymans Balasfalviensis MDCCLXIV. Cluj, 1997. 32–145. (=68.)
- 71. Gáll Mózes vallomása. Europa Balcanica–Danubiana–Carpathica, 2B 1995. 479–486.
- 72. Readings of Romanian History. Books, 1995. No. 3. 126–130. (megjelent magyarul is)
- 73. Eliade és a modern mitológiák. Buksz, 1996. 1. sz. 32–37.
- 74. Twentieth Century Myths and Mircea Eliade. Books, 1996. 1. 18–23. (megjelent magyarul is)
- 75. Lupta de aproape a unor ”prieteni îndepărtaţi”. (Pe marginea corespondenţei dintre Emil Cioran şi C. Noica) Itinerarii istoriografice. Szerk., Gabriel Bădărău. Iaşi, 1996. 553–558.
- 76. Kemény Dénes feljegyzéseiről. Kemény Dénes: Kocka–vetés. Holmi, 1996. 9. sz. 1280–1284.
- 77. Nemzetiség és gazdaság: Brassó város “mítosza”. Limes, 1996. 3. sz 29–44.
- 78. Magyar–román dialógus Nyugaton. A magyar és román emigráció tárgyalásai 1850–51–ben. Valóság, 1996. 11. sz. 1–19.
- 79. Braşov, Brassó, Kronstadt, ville–frontière d’une région–frontière de la monarchie des Habsbourg. L’Europe et ses villes–frontières. Szerk. Joel Kotek. Bruxelles, 1996. 63–74.
- 80. Nationalität und Wirtschaft: Der ”Mythos” von Kronstadt. (Die Lehren einer Kurzmonographie). Interethnische–und Zivilisationsbeziehungen im siebenbürgischen Raum. Szerk. Sorin Mitu, Florin Gogâltan. Cluj, 1996. 180–208. (megjelent magyarul is)
- 81. Paradoxa von und über Iorga. Die “Geschichte der Rumänen in Siebenbürgen und Ungarn” –– 1915, 1989. Nation und Nationalismus in wissenschaftlichen Standardwerken Österreich–Ungarns, ca 1867–1918. Szerk. Endre Kiss – Csaba Kiss – Justin Stagl. Wien, Köln, Weimar, 1997. 127–158. (megjelent magyarul is)
- 82. Jules Michelet a pszichohistória hőse vagy áldozata? Klió, 1997. 1. sz. 89–98.
- 83. Historical Verities. Budapest Review of Books, 1997. Nr. 1. 18–22. (megjelent magyarul is)
- 84. Paradoxes of and about Nicolae Iorga: On the History of Rumanians in Transylvania and Hungary. Hungarian Studies, 1996. 2. sz. 221–254. (megjelent magyarul és németül is)
- 85. Siebenbürgens Mythos bei Nicolae Iorga im Jahre 1915. Hungaro – Slavica 1997. Szerk. Janusz Banczerowski. Budapest, 1997. 221–225.
- 86. Nemzetiség, szabadság, politika. Fejezetek a magyar és a román emigráció párizsi dialógusának történetéből. Aetas, 1996. 2–3. sz. 5–39.
- 87. Mircea Eliade in den Mythologien des 20. Jahrhunderts. Österreichische Osthefte, 1997. 2. sz. 284–293. (megjelent magyarul is)
- 88. Mítoszképzés és propaganda: Jules Michelet lengyel és orosz legendája (1848–1851). Századok, 1997. 5. sz. 1019–1062.
- 89. Gondolatok a könyvtárról. 2000. I. rész, 1997. december 46–61.
- 90. Gondolatok a könyvtárról. 2000. II. rész, 1998. január 45–60.
- 91. Das Bild vom Anderen in Siebenbürgen. Das Bild vom Anderen. Identitäten, Mentalitäten, Mythen, und Stereotypen in multiehnischen europäischen Regionen. Szerk. Valeria Heuberger, Arnold Suppan, Elisabeth Vyslonzil. Frankfurt am Main, Berlin, Bern, New York, Paris, Wien. 1998. 168–176.
- 92. “A zsidók polgáritásáról a nemzetgyűlés által törvény alkottatott” (Az 1849–i magyar zsidóemancipációs törvény és ismeretlen iratai.) Múlt és Jövő, 1998. 1. sz. 8–45.
- 93. Mituri, modele, utopii: „Istoria Transilvaniei” 1848–1849. In honorem Paul Cernovodeanu. Szerk. Violeta Barbu. Bucureşti, 1998. 227–236. (megjelent magyarul is)
- 94. Magyar–román közös múlt és/vagy történeti kiengesztelődés. Magyar Tudomány, 1998. 10. sz. 1157–1168.
- 95. Magyar–román közös múlt és/vagy történeti kiengesztelődés. A hét, 1998. okt. 29. 44. sz. 3–4., nov. 5. 45. sz. 3–4. o. (másodközlés)
- 96. Mítoszok nélkül: I. Tóth Zoltán könyve. I. Tóth Zoltán: Az erdélyi román nacionalizmus első százada 1697––1792. Csíkszereda, 1998. 5–12.
- 97. Dialogue among Hungarian and Romanian Exiles, 1850–51. Geopolitics in the Danube Region. Szerk. Romsics Ignác, Király Béla. Budapest, 1999. 99–132. (megjelent magyarul is)
- 98. Mítosz és valóság. Az 1849. évi magyar zsidóemancipációs törvény. Tiszatáj, 1998. 12. sz. 70–78.
- 99. Szemere Bertalan napja: 1849. július 28. A nemzetiségi határozattól a zsidóemancipációs törvényig. Aetas, 1998. 2–3. sz. 143–157.
- 100. Opponensi vélemény Gheorghe Petruşan Iosif Vulcan şi revista Familia c. kandidátusi értekezéséről. Europa Balcanica–Danubiana Carpathica, 3 1998. 255–264.
- 101. Perecsényi Nagy László cikkei a románokról. [Forrásközlés bevezetéssel] Europa Balcanica–Danubiana Carpathica, 3 1998. 299–329.
- 102. Francia diskurzus–román valóság. Catherine Durandin „trilógiája”. Valóság, 1998. 11. sz. 102–115.
- 103. A „román jelenség” francia szemmel, avagy Catherine Durandin „trilógiája”. Erdélyi Múzeum, 1999. 1–2. sz. 31–43. (előző közlemény változata)
- 104. „Mi a magyar?” A nemzetkarakterológia és a nemzeti mitológia válaszútján. Századok, 1998. 6. sz. 1263–1304.
- 105. Das Revolutionsjahr 1848/1849 in Siebenbürgen. Mythen und Modelle. Siebenbürgen in der Habsburgermonarchie vom Leopoldinum bis zum Ausgleich. Szerk. Zsolt K. Lengyel – Ulrich A, Wien. Köln, Weimar, Wien. 1999. 61–72.
- 106. Mein Kampf – Sein Kampf. Az én harcom – Az ő harca. A hitleri gnózis. Rubicon, 1999. 1–2. 64–69.
- 107. Jules Michelet „demokratikus legendái” és a magyar–román párbeszéd. Századok, 1999. 2. sz. 383–419.
- 108. Jules Michelet, a próféta és a tanár. Aetas, 1999. 1–2. sz. 244–284.
- 109. Nemzetiség és gazdaság: Brassó város “mítosza”. Kötődések Erdélyhez. Szerk. Balogh Béni. Tatabánya, 1999. 42–63. (másodközlés)
- 110. Szemere Bertalan napja: 1849. július 28. Studii istorice româno–maghiare. Szerk. Lucian Nastasă. Iaşi, 1999. 87–103. (másodközlés)
- 111. Eltűnt akadémikusok nyomában: Zolnai Béla és a magyar stílus. Magyar Tudomány, 1999. 8. sz. 968–976.
- 112. Eckhardt Sándor és Jules Michelet. Emlékkönyv Imreh István születésének nyolcvanadik évfordulójára. Szerk. Kiss András, Kovács Kiss Gyöngy, Pozsony Ferenc. Kolozsvár, 1999. 326–341.
- 113. Wie ist das ungarische Judenemanzipationsgesetz entstanden? Die ungarische Revolution von 1848/49. Szerk. Holger Fischer. Hamburg, 1999. 155–164.
- 114. Kossuth, unser Zeitgenosse. Europäische Rundschau, 1999. 4. sz. 95–103.
- 115. Kísérlet az interetnikus kapcsolatok szabályozására: az első magyar nemzetiségi „törvény”. Magyar Tudomány, 2000. 3. sz. 279–288.
- 116. Moses Gaster lázadása. Múlt és Jövő, 2000. 1. sz. 127–129.
- 117. Három magyar hungarológus. Hungarológia, 2000. 1–2. sz. 79–98.
- 118. Charles–Louis Chassin (és Irányi Dániel) párbeszéde Edgar Quinet–vel. Aetas, 2000. 1–2. sz. 203–219.
- 119. Túl a mítoszon? Mircea Eliade és a Mioriţa. . Convieţuirea – Együttélés, 2000. 1. sz. 45–60.
- 120. Constantin Noica és a Mioriţa. Convieţuirea – Együttélés, 2000. 2–4. sz. 45–52.
- 121. Kis román nemzeti mitológia avagy Románia története. Századok, 2001. 5. sz. 1211–1221.
- 122. Az 1848–as populizmus a román fejedelemségekben. Aetas, 2001. 1. sz. 207–216.
- 123. Kontinuität und Diskontinuität der Verfassung Ungarns. Verfassungswandel um 1848 im europäischen Vergleich. Szerk. Martin Kirsch – Piaerangelo Schiera. Berlin, 2001. 313–319.
- 124. Szellem és nemzet. Babits Mihály és Szekfű Gyula, Eckhardt Sándor, és Zolnai Béla világáról egykorú vallomások tükrében. Világosság, 2001. 4–5. sz. 3–18.
- 125. Ako vznikol uhorsky zákon o emancipácii zidov. Acta Judaica Slovaca, 1999. 33–42. (megjelent németül)
- 126. Opera unui episcop catolic şi a unui ziarist american în biblioteca lui Hitler. Historia manet. Volum omagial Demény Lajos Emlékkönyv 75. Szerk. Violeta Barbu, Tüdős S. Kinga. Bucureşti, Cluj, 2001. 433–440.
- 127. Modern román nemzet a „régi” Magyarországon, 1867–1918. In: Bíró Sándor: Kisebbségben és többségben. Csíkszereda, 2002. 512–522.
- 128. Elkésett dialógus? Magyar–román kapcsolatok az 1850–es évek elején. Convieţuirea – Együttélés, 2001. 1–4. sz. 81–87.
- 129. A balázsfalvi könnyező ikon és emléke. Convieţuirea – Együttélés, 2001. 1–4. sz. 81–87.
- 130. A romantikus Spinoza. Horn Ede értekezése. Holmi, 2002. 3. sz. 351–361.
- 131. Zsidóüldözés Pozsonyban 1848. április 23–24–én. Magyarhontól az Újvilágig. Emlékkönyv Urbán Aladár ötvenéves tanári jubileumára. Szerk. Erdődy Gábor, Hermann Róbert. Budapest, 2002. 227–248.
- 132. Kossuth Lajos egy ismeretlen napló tükrében. Hiúság megszállottja vagy emberarcú Robespierre? Századok, 2002. 4. sz. 881–908.
- 133. Széljegyzetek Jókai Mór ódájához. Magyar Napló, 2002. 9. sz. 27–29.
- 134. Pillanatfelvételek Kossuthról. Magyar Napló, 2002. 9. sz. 34–42.
- 135. Román „szabadságok” a középkori Magyarországon. Convieţuirea – Együttélés, 2002. 1–2. sz. 18–33.
- 136. Multikulturalitás és irodalom Erdélyben. Convieţuirea – Együttélés, 2002. 1–2. sz. 63–73.
- 137. Nemzet vagy nemzetiség? Román politikai törekvések Erdélyben és Magyarországon az 1849–i nemzeti megbékéléstől az 1868–i nemzetiségi törvényig. Hagyomány, közösség, művelődés. Szerk. Ablonczy Balázs, Ifj. Bertényi Iván, Hatos Pál, Kiss Réka. Budapest, 2002. 506–510.
- 138. Horn Ede cikkei az 1848–49–i magyar forradalomról és szabadságharcról. Omagiu profesorului Magyari András Emlékkönyv. Szerk. Pál Judit, Fogarasi Rüsz Enikő. Cluj–Napoca, Kolozsvár, 2002. 361–369.
- 139. Olvasmány és történelem. Adalékok Lamartine magyar olvasataihoz avagy a magyar forradalom francia forgatókönyve. Valóság, 2002. 9. sz. 74–100.
- 140. „A történeti Erdély” és az „Állam és nemzet” öröksége. Historiográfiai kérdőjelek. Századok, 2003. 1. sz. 219–232.
- 141. Román történelem a reformáció jegyében. Pro Minoritate, 2002. 4. sz. 140–153.
- 142. Gyulay Lajos bizonyosságai és kétségei a Népek Tavaszán. Levéltári Közlemények, 2002. 1–2. sz. 49–71.
- 143. Amikor Kossuth kitüntette Görgeit. . . Holmi, 2003. 3. sz. 392–409.
- 144. „Naplászat” és röpiratirodalom. Látókörök metszése. Szerk. Zemplényi Ferenc, Kulcsár Szabó Ernő. Budapest, 2003. 314–324.
- 145. Eltorzult magyar alkat az ezredfordulón. Széljegyzetek egy könyvbemutatón. A Balassi Bálint Intézet Évkönyve, 2003. 217–231.
- 146. A sors és a „sorstalanság” történetiségéhez. Kertész Imre, Camus, Eliade, Dosztojevszkij és a Nobel-díj. Holmi, 2003. 1115–1127.
- 147. Dr. Liebscher mítosza avagy Kecskeméti György magyarságáról. Múlt és jövő, 2003. 3. sz. 109–114.
- 148. „Szabadság, szerelem” – a csillagok jegyében (Gyulay Lajos és Petőfi Sándor találkozása) Tiszatáj, 2003. 12. sz. 60–78.
- 149. A román nemzet útja a barokk rendiségtől a modern liberalizmusig Erdélyben és Magyarországon. Aetas, 2003. 2. sz. 86–95.
- 150. Mérföldkövek az osztrák-magyar közös múltban. Az osztrák minisztertanácsi jegyzőkönyvek tanúlságai. Magyar Napló, 2003. 12. sz. 39–42.
- 151. A magyar neorevizionizmus gyöngéd bája. Aetas, 2003. 3–4. sz. 261–266.
- 152. Szépirodalom és szabadkőművesség. A varázsfuvola és a Cigányiász. Életünk Kelet-Európa. Tanulmányok Niederhauser Emil 80. születésnapjára. Szerk. Krausz Tamás, Szvák Gyula. Budapest, 2003. 144–148.
- 153. Kossuth Lajos és a zsidóemancipáció kérdése. A nemzetiségi kérdés Kossuth és kortársai szemében. Szerk., Kiss Gábor Ferenc, Zakar Péter. Szeged, 2003. 69–98.
- 154. Román történelem a reformáció jegyében. Convieţuirea – Együttélés, 2003. 1–2. sz. 59–67. (másodközlés. 140. sz.)
- 155. Magyarok és románok 1849 tavaszán és nyarán Gyulay Lajos naplóinak tükrében 1850–1868 (1848–1849 emlékezete és az emlékezés játékai a forradalom után). Convieţuirea – Együttélés, 2003. 1–2. sz. 98–135.
- 156. Istoria românilor sub semnul Reformei. Altera, 2003. 22/23. sz. 237–251. (140. sz. tanulmány román fordítása)
- 157. Filológia, szellemtörténet, történelem. Zolnai Béla (1890–1969) emlékezete. Holmi, 2004. 8. sz. 927–935.
- 158. Csoportkép történészekkel (Az antiszemitizmus ürügyén?) Aetas, 2004. 3–4. sz. 285–311.
- 159. I. Tóth Zoltán „újrafelfedezése”. Convieţuirea – Együttélés, 2004. 1–4. sz. 46–53.
- 160. A Cigányiász historiográfiája. Convieţuirea – Együttélés, 2004. 1–4. sz. 159–177.
- 161. „Rossz vigéc” vagy a „magyarok Mózese”? Kossuth személyisége és politikája Gyulay Lajos (1800-1868) ismeretlen naplóinak tükrében Kossuth és az egyházak, Szerk. Kertész Botond. Budapest, 2004. 171–182.
- 162. [ A „Hitler-Könyvtár” bibliográfiája] Hadtörténelmi Közlemények, 2005. 1–2. sz. 262–273.
- 163. Horn Ede számvetéseiből 1850–1851. Levéltári Közlemények, 2005. 1. sz. 105–131.
- 164. Egy történészvita anatómiája. 1790–1830/1848: folytonosság vagy megszakítottság? (avagy „Mit üzent Kossuth Lajos?”) Aetas, 2005. 1–2. sz. 160–212.
- 165. Kant, Greguss, Kossuth (Milyen filozófiát tanulhatott Kossuth Lajos Eperjesen Greguss Mihálytól) Valóság, 2005. 9. sz. 21–46.
- 166. A Kossuth-ábrázolás technikái Szubjektív historiográfiai széljegyzetek „A bűnbaktól a realista lényeglátóig” című gyűjteményes munka kapcsán. Korall, 2005. nov. 21–22. sz. 124–160.
- 167. „...és a föld megnyílt alattunk” Zsidókravál Pozsonyban 1848. április 23–24-én. Fejezetek Pozsony történetéből magyar és szlovák szemmel. Pozsony, 2005. 360–400.
- 168. Horn Ede zsidó reformtörekvései 1848–1849-ben. Magyar Egyháztörténeti Vázlatok. Regnum, 2004. 3–4. sz. 41–74.
- 169. Eposz és történelem. A Cigányiász és a román nemzeti projekt. Pro minoritate, 2005. nyár, 26–68.
- 170. Horn Ede zsidó identitása és annak ellentmondásai. Szövegkönyv. Tanulmányok Kerényi Ferenc hatvanadik születésnapjára. Szerk. Szilágyi Márton, Völgyesi Orsolya. Budapest, Ráció Kiadó, 2005. 340–356.
- 171. A magyar-zsidó nemzeti identitástudat forrásvidékén Horn Edével a reformkorban. Egyháztörténeti Szemle, 2005. 2. sz. 8–58.
- 172. A nemzeti kérdés zátonyain 1848–1849-ben. Convieţuirea – Együttélés, 2005. 1–4. sz. 31–42.
- 173. Mire jó a mítosz? Convieţuirea – Együttélés, 2005. 1–4. sz. 119–146.
- 174. Egy elfeledett Kossuth-monográfia margójára. Tiszatáj, 2006. 2. sz. 69–79.
- 175. Miért éppen a cigányok? Önkép és cigánykép instrumentalizálása a „Cigányiász”-ban és magyar párhuzamai. Holmi, 2006. 2. sz. 173–192.
- 176. Elmaradt nyílt vita az utolsó magyar nemesi felkelésről (Kossuth Lajos ismeretlen magánlevele Kisfaludy Sándor nyílt levelének ügyében) Hadtörténelmi Közlemények, 2006. 1. sz. 109–119.
- 177. „Was ist der Ungar?” Alternativen zum ungarischen Nationalcharakter? Nation und Nationenbildung in Österreich-Ungarn 1848–1938. Prinzipien und Methoden. Szerk. Endre Kiss, Justin Stagl. Wien, LIT verlag, 2006. 115–130.
- 178. Horn Ede pszichogramja. A nemzet- és emberiségkultusz dialektikájához. Pro minoritate, 2006. tavasz, 3–40.
- 179. Forradalom és nemzetiség (Modell és valóság). Pro minoritate, 2006. nyár–ősz, 90–126.
- 180. Kelet- és Közép-Európa francia tükörben. Szomszédok világai. Kép, önkép és a másikról alkotott kép (Szerk. Klement Judit, Miskolczy Ambrus, Vári András. Budapest, KSH Könyvtár és Levéltár, 2006. 53–88.
- 181. Az „ismeretlen“ Széchényi Ferenc „ismert” munkálata a Habsburg Birodalom hungarizálásáról. Levéltári Közlemények, 2006. 2. sz. 13–53.
- 182. A magyarországi román ortodoxok. A keleti kereszténység Magyarországon. Szerk. Doncsev Toso, Szőke Lajos. Budapest, Lucidus Kiadó, 2007. 83–90. [Ordító sajtóhiba nélkül: Convieţuirea, 2006. 1–4. sz. 3–8.]
- 183. A Cigányiász boldogságtana és filozófiája. Convieţuirea, 2006. 1–4. sz. 88–101.
- 184. „... a zem sa nám pod nohami otvorila”. Kapitoly z dejín Bratislavy. Ed. Gábor Czoch. Bratislava, Kalligram, 2006. 372–410. [167. szlovák ford.]
- 185. Termékeny haragvások, avagy a Szabadság-óda „rejtélye” (Kazinczy Ferenc nyílt és rejtett dialógusa Batsányi Jánossal és Sipos Pállal). Holmi, 2007. 2. sz. 145–167.
- 186. Carlowszky Zsigmond természetjogi tanítása Eperjesen. Európai szemmel. Tanulmányok Köpeczi Béla tiszteletére. Szerk. Kalmár János. Budapest, Universitas, 2007. 171–178.
- 187. Természetkultusz és cigánykép. Magyar és román párhuzamok. Századok, 2007. 3. sz. 761–780.
- 188. Az irodalom átok vagy áldás? Tallózás Bartók Béla könyvtárában és olvasmányaiban. Holmi, 2008. XX. évf. 12. sz. 1574–1588.
- 189. Kazinczy Ferenc eredetiségéről (Rousseau, Herder, Kant vonzásában) Valóság, 2008. 11. sz. 62–82.
- 190. A titkostársasági demokratikus kultúra születése és kiteljesedése, paroxyzmusa és felszámolása. Múltunk, 2008. 4. sz. 4–39.
- 191. A felvilágosodás és a liberalizmus között. A modern magyar demokratikus kultúra „eredeti jellegzetességeiről” avagy Kossuth Eperjesen. Levéltári Közlemények, 2008. 1–4. sz. 135–146.
- 192. Kazinczy Ferenc és Sipos Pál barátsága, avagy a Szabadság-óda születése. Emlékkönyv Benkő Samu születésének nyolcvanadik évfordulójára. Kolozsvár, 2008. 169–200.
- 193. A szabadkőművességtől a nyilvánosságig. Kazinczy Ferenc és eszmetársai a magyar magántársasági demokratikus kultúra hőskorában. Századok, 2009. 1. sz. 3–36.
- 194. Széchényi Ferenc és József nádor, Metternich és Őfelsége dilemmái. Valóság, 2009. 3. sz. 37–44.
- 195. A virtustól az erényig. A Modern Filológiai Társaság Értesítője, 2009. 1. sz. 4–33.
- 196. Berzeviczy Gergely színeváltozásai (Adalékok az állam, a társadalom, a hadsereg reformterveihez és reformelképzeléseihez). Századok, 143. évf. 2009. 3. sz. 515–563.
- 197. Mítosz és zene (Közelítések a Cantata profana értelmezéséhez). Valóság, 2009. 52. évf. 7. sz. 1–33.
- 198. A „hungarus alternatíva”: példák és ellenpéldák (Fejes Jánostól Rumy Károly Györgyig) Régió, 2009. 26. évf. 2. sz. 3–45.
- 199. „Eggy két szó a magyar nyelvről, literaturáról, és annak közönségessé tételéről s elterjesztéséről a hazában” Dessewffy József (kétszer is) elutasított értekezése a magyar nyelvről (1808, 1816.) Levéltári Közlemények, 2009. 80. évf. 299–327.
- 200. A halhatatlan Kazinczy emlékezete születésének 250. évfordulóján. Magyar Szemle, 2009. 15. évf. 9–10. sz. 91–113.
- 201. Kazinczy Ferenc, a politikus. Kommentár, 2009. 5. évf. 4. sz. 32–45.
- 202. Kazinczy Ferenc, avagy történelem- és világszemléletünk néhány aktuális kérdése. Nyelvünk és kultúránk, 2009. 39. évf. 158. sz. 38-60. [jegyzetek nélkül]
- 203. Orpheus a világban. Kazinczy Ferenc útja a börtönbe és kiútja a börtönből. Holmi, 2009. 21. évf. 1205–1226.
- 204. Reformot! De hogyan? Kazinczy Ferenc és Berzeviczy Gergely furcsa vitája. Magyar Napló, 2009. 21. évf. 10. sz. 20–26.
- 205. Politika és emlékezet (Kazinczy Ferenc és a politikai nyilvánosság az 1820-as években). Valóság, 2009. 52. évf. 10. sz. 25–39.
- 206. Kazinczy és Wesselényi. Tiszatáj, 2009. 63. évf. 11. sz. 53–63.
- 207. Kazinczy Ferenc Catilina és Kossuth között. Irodalomtörténeti Közlemények, 2009. 113. évf. tematikus különszám, 755–778.
- 208. A hungarus-tudat a 19. században. Limes, 2009. 4. sz. 71–96.
- 209. Kazinczy Ferenc szabadkőműves kátéja. Irodalomtörténet, 2009. 90. évf. 4. sz. 462–509.
- 210. Kazinczy Ferenc, avagy történelem- és világszemléletünk néhány aktuális kérdése. [jegyzetekkel] A nyelvújítás jelvilága. Szerk. Balázs Géza. Budapest, 2009. 32–58.
- 211. Kazinczy Ferenc nemzetszemlélete. Kisebbségkutatás, 2009. 18. évf. 3. sz. melléklet, 5–13.
- 212. Kazinczy Ferenc és nemzetpolitikája a napóleoni háborúk korában. Magyar Kisebbség, 2009. 14. évf. 3–4. sz. 237–265.
- 213. A nyelvújítási viták metapolitikája (Kazinczy az egyéni szabadságért). Forrás, 2010. 42. évf. 1. sz. 23–47.
- 214. Előszó egy készülő Bartók-monográfiához. Nyelvünk és kultúránk, 2010. 39. évf. 160. sz. 49–63.
- 215. Kazinczy Ferenc és Berzeviczy Gergely furcsa vitája. Múltunk, 2010. 40. évf. 134–179.
- 216.	Luciditatea încornoraţilor „orbiţi” (De la Caragiale la René Girard şi invers...) Familia, 2010. 46. évf. 4. sz. 80–85.
- 217. A halhatatlan Kazinczy emlékezete születésének 250. évfordulóján. Az év esszéi 2010. Szerk. Rosonczy Ildikó. Budapest, 2010. 24–43.
- 218. A romlottság mitológiája és poézise. Caragiale vígjátékainak szomorú antropológiája. I. Székelyföld, 2010. XIV. évf. 6. sz. 63–85.
- 219. A romlottság mitológiája és poézise. Caragiale vígjátékainak szomorú antropológiája. II. Székelyföld, 2010. XIV. évf. 7. sz. 47–78.
- 220. Cioran bizalmaskodó és bizalmatlan bizalmas jelentések tükrében (Stelian Tănase: Cioran şi Securitatea. Iaşi, Polirom, 2010. 357 l.) Nagyítás, 2010. II. évf. jún. 30. 26. sz. 22.
- 221. A magyar történelem francia revíziója (Jean Bérenger: La Hongrie des Habsbourg. I. De 1526 à 1790. Rennes, Presses Universitaires de Rennes, 2010. 401 l.) Nagyítás, 2010. II. évf. aug. 18. 33. sz. 19–20.
- 222. Mit üzen a Cantata profana? Nagyítás, 2010. II. évf. szept. 1. 35. sz. 1., 11–12.; szept. 8. 36. sz. 22.
- 223. Örök kortársunk: Caragiale. Korunk, 2010. XXI/11. nov. 93–104.
- 224. A román kolindáktól a Cantata profanáig. Magyar Egyháztörténeti Vázlatok, 2010. 22. évf. 3–4. sz. 143–183.
- 225. Kazinczy és Széchenyi. Emlékkönyv Egyed Ákos születésének nyolcvanadik évfordulójára. Szerk. Pál Judit, Sipos Gábor. Kolozsvár, 2010. 199–204.
- 226. Kazinczy-értelmezések történész szemmel. Erdélyi Múzeum, 2011. 73. k. 2. sz. 61–86.
- 227. Dialogue hongrois sur Le génie français. Revue des deux mondes, 2011. 1. sz. 113–119.
- 228. Mircea Eliade „Néphimnusz”-a. Holmi, 2011. XXIII. évf. 1. sz. 50–74.
- 229. A „tiszta forrás” – vallás, mítosz, utópia? (I. rész) Valóság, 2011. LIV. évf. 2. sz. 1–30.
- 230. A „tiszta forrás” – vallás, mítosz, utópia? (II. rész) Valóság, 2011. LIV. évf. 3. sz. 15–36.
- 231. Román-zsidó identitásviták (avagy Mihail Sebastian „kettős élete”) Forrás, 2011. 43. évf. 4. sz. 84–99.
- 232. Ki menti meg A báránykát? – avagy 150 esztendő román eszmetörténete. Székelyföld, 2011. 15. évf. 4. sz. 109–121.
- 233. Egy román népballada végzete (avagy tájkép fekete és vörös bárányokkal). Tiszatáj, 2011. 65. évf. 5. sz. 60–75.
- 234. Újraértelmezett német történelem (Lucian Boia: Tragedia Germaniei, 1914–1945.) Magyar Szemle, 2011. Ú.f. XX. 3–4. sz. 120–129.
- 235. German History Reinterpreted. Lucian Boia: Tragedia Germaniei, 1914–1945. Hungarian Review, 2011. vol. 2. No. 3. 86–94.
- 236. Mit üzen a Cantata profana? Az év esszéi. Szerk. Rosonczy Ildikó. Budapest, Magyar Napló, 2011. 115–137.
- 237. Cine salvează pe Mioriţa. Observator cultural, 2011. XII. évf. 321. sz. jún. 16–22. 16–17.
- 238. „Hazaárulók” nagyító alatt. Valóság, 2011. LIV. évf. 6. sz. 109–112.
- 239. Mihail Sebastian „dunaisága”, avagy néhány szó arról, ami egy román pennaháborúból kimaradt. Magyar Napló, 2011. XXIII. évf. 6. sz. júl. 42–37.
- 240. Eftimie Murgu, az ember és a politikus (1805–1870). Levéltári Közlemények, 2011. 81. évf. 141–166.
- 241. A román mítoszképzés és kritikájának irányai. Történészek, írók, filozófusok vetélkedése. Látó, 2011. júl. melléklet, http://www.lato.ro/article.php/A-rom%C3%A1n-m%C3%ADtoszk%C3%A9pz%C3%A9s-%C3%A9s-kritik%C3%A1j%C3%A1nak-ir%C3%A1nyai/2133/
- 242. Povedomie Hungarus v 19. storočí ... 215–241. Historický časopis, 59, 2/2011. (http://www.historickycasopis.sk/index.php?id=hc22011)
- 243. A másik én. A Cigányiásztól A nagyidai cigányokig. Tükörben. Imagológiai tanulmányok. Szerk. Tapodi Zsuzsa, Pap Levente. Kolozsvár, Scientia Kiadó, 2011. 149–176.
- 244. Ballada, folklór, nemzetkarakterológia. Várad, 2011. X. évf. 8. (78.) sz. 81–96.
- 245. Egy román népballada mítosza az irodalom- és folklórtudományban. Életünk, 2011. 49. évf. 7. sz. 26–50.
- 246. „A történelem csapdái. A román értelmiségi elit 1930 és 1950 között” Lucian Boia könyvéről (Capcanele istoriei. Elita intelectuală românească între 1930 şi 1950. Bucureşti, Humanitas, 2011. 358 l) Magyar Szemle, 2012. XXI. évf. febr. 2. sz. 104–120.
- 247. A Sebastian-szindróma. Látó, 2012. febr. melléklet

## V. Cikkek napilapokban, folyóiratokban és kisebb könyvrészletek tanulmánykötetekben
- 1. George Bariţ a román – magyar szövetségért 1848–ban. Tiszatáj, 1974. 6. sz. 42–46.
- 2. Leopold Max Moltke és Kossuth Lajos. Alföld, 1977. 9. sz. 20–24.
- 3. Leopold Max Moltke und Kossuth Lajos. Neue Zeitung, 1977. Dez. 16. (megjelent magyarul is)
- 4. Az Egyetemi Nyomda szerepe a román művelődésben. Új Aurora, 1980. 2. sz. 93–100.
- 5. Szász Károly, az erdélyi reformkori politikus. Confessio, 1980. 3. sz. 39–45.
- 6. Erdély és Magyarország uniója 1848–ban. História, 1980. 3. sz. 23–25.
- 7. Abrudbánya, 1849 (Rádióbeszélgetés Hanák Péterrel és Szász Zoltánnal) A Dunánál. Szerk., Hanák Péter. Budapest, 1982. 65–72.
- 8. Változásra váró erdélyi társadalom. História, 1986. 2. sz. és Erdély a Históriában. Székelyudvarhely, 1992. 64–69.
- 9. Elöljáróban Henri H. Stahlról. Világtörténet, 1987. 3. sz. 18–21.
- 10. Kísérlet a megbékélésre. Magyarok a Kárpát–medencében. Budapest, 1988. 158–159. és Erdély a Históriában. Székelyudvarhely, 1992. 84–88.
- 11. Biserica din Săcal la 200 de ani. Calendarul nostru, 1989. 155–157. (I. O. Rudeanuval)
- 12. Iuliu Todorescu, ctitor de cultură. Calendarul nostru, 1989. 161–163. (I. O. Rudeanuval)
- 13. Erdély az 1848–49–es magyar forradalomban. Hitel, 1989. júl. 5. 4. sz. 23–24.
- 14. Unió Erdéllyel. A reformországgyűlések és az 1848–as forradalom törvényei. Budapest, 1989. Szerk.,Vikol Katalin. 54–58.
- 15. Comori bisericeşti şi păstrarea lor. Calendarul nostru, 1990. 216–220. (I. O. Rudeanuval)
- 16. A halál Romániában. Hitel, 1990. 15. sz. 37–39.
- 17. Tentativa de împăcare. Misiunea lui Dragoş. Timpuri, 1989. 39–44.
- 18. Biblia de la Bucureşti. Timpuri, 1989. 63–67.
- 19. A magyarországi cári intervencióról és historiográfiájáról. Hitel, 1991. 22. sz. 28–31.
- 20. Moses Gaster Chrestomatiája. Világtörténet 1993. ősz–tél. 93–98.
- 21. Istorie şi ideologie în studiul literaturii române. România literară, 1995. nov. 29–dec. 5. 47. sz. 8–9.
- 22. Búcsú Domokos Sámueltől. ELTE Tájékoztató, 1995. március, 31–32.
- 23. Búcsú Nagy Bélától. ELTE Tájékoztató, 1995. május–június, 34–35.
- 24. El nem hangozhatott búcsú Gelu Păteanutól. ELTE Tájékoztató, 1995. május–június, 36–38.
- 25. El nem hangozhatott búcsú Gelu Păteanutól. Kortárs, 1995. 11. sz. 81–82. (másodközlés)
- 26. Változásra váró erdélyi társadalom. Erdély a históriában. Csíkszereda, 1998. 121–130. (másodközlés)
- 27. Kísérlet a megbékélésre. Uo. 160–167. (másodközlés)
- 28. Ioan Dragos küldetése. Barátság, 1998. márc. 15. 2069–2070. (másodközlés)
- 29. Szabadságmozgalmak Erdélyben, Moldvában, Havaselvén. História, 1988. 3. sz. 18–22.
- 30. Egy román Jókai–regényhős viszontagságai 1848–49–ben. Barátság, 1998. 3. sz. 2106–2109. (másodközlés)
- 31. Societatea transilvană în prag de schimbare. Transilvania văzută în publicistică maghiară. Miercurea–Ciuc, 1999. 149–159., (megjelent magyarul is)
- 32. Încercare de împăcare. Transilvania văzută în publicistică maghiară. Miercurea–Ciuc, 1999. 192–198. (megjelent magyarul is)
- 33. A magyar–zsidó identitás forrásvidékén. Élet és irodalom, 2000. jún. 30. 26. sz. 18.
- 34. Magyarország –– a modern román kultúra bölcsője. Az erdélyi triász Pest–Budán. História, 2000. 4. sz. 22–23.
- 35. Demény Lajos köszöntése. Historia manet. Volum omagial Demény Lajos Emlékkönyv 75. Szerk. Violeta Barbu, Tüdős S. Kinga. Bucureşti, Cluj, 2001. 19–23. (Szász Zoltánnal)
- 36. Modern román nemzet a „régi” Magyarországon, 1867–1918. Rubicon, 2001. 8–9. sz. 33–39.
- 37. Kossuth Lajos és a román „Kossuthok”. Rubicon, 2002. 8. sz. 28–34.
- 38. Gyulay Lajos, a nyelvész. Köszöntő könyv Kiss Jenő 60. születésnapjára. Budapest, 2003. 152–155.
- 39. Nyárády R. Károly öröksége. In: Nyárády R. Károly; Erdély népesedéstörténete.Budapest, 2003. 9–10.
- 40. „Catedra noastră este o oglindă”. Foaia românească, 2004. *23. ian. 4. nr. p. 5.
- 41. Miskolczy Ambrus beszéde. Ion Iliescu, Románia köztársasági elnökének látogatása. A félév krónikája. ELTE, 2003. év tavaszi és őszi szemeszter. 52–53.
- 42. Változásra váró paraszti társadalom. Magyarország társadalomtörténete a 18–19. században. I. Szerk. Faragó Tamás. Budapest, 2004. 232–239.
- 43. Poór János: Adók, katonák, országgyűlések 1796–1811/12. A nemesi felkelések gazdasági és társadalmi hátteréhez. Hadtörténelmi Közlemények, 2004. 3. sz. 1060–1065.
- 44. Gyermekkori emlékeim, avagy miért lettem történész? Korall, 2005. nov. 21–22. sz. 245–255.
- 45. [Longue durée, struktúrák, események: a magyar parlamentarizmus francia monográfiája] Jean Bérenger, Charles Kecskeméti: Parlement et vie parlementaire en Hongrie 1608–1918. Paris, Honoré Champion éditeur, 2005. 570 l. Hadtörténelmi Közlemények, 2005. 4. sz. 1146–1158.
- 46. Népesség, társadalom és gazdaság a reformkori Erdélyben. Bölcsőtől a koporsóig. Szerk. Faragó Tamás. Budapest, 2006. 262–269.
- 47. Kossuth Lajos nemzetiségi politikája 1848-ban. [Rádióbeszélgetés Vadász Sándorral és Gergely Andrással.] Rádiós történelem. Szerk. Vadász Sándor. Budapest, Nyitott Könyv, 2007. 67–76.
- 48. Quelques coups d’oeil sur la Führerbibliothek. Omagiu profesorului septagenar Victor Iancu. Ed. Mircea Farcaş. Cluj-Napoca, Risoprint, 2006. 345–356.
- 49. Gyulay Lajos naplója. Napút, 2007. okt. 8. sz. 60–65.
- 50. Mein Kampf — Sein Kampf. A hitleri gnózis. A Hitler rejtély. Rubicon Kiadó, 2007. 102–109.
- 51. Előszó a magyar kiadáshoz. Jean Bérenger – Kecskeméti Károly: Országgyűlés és parlamenti élet Magyarországon 1608–1918. Budapest, Napvilág Kiadó, 2008. IX–XI.
- 52. Kazinczy Ferenc és Dessewffy József. Szabolcs-Szatmár-Beregi Szemle. 44. évf. 2009. 2. sz. 289–294.
- 53. A szabadkőművességtől a nyilvánosságig. História, 2009. 4. sz. melléklet I–VII.
- 54. A Vasgárda. Rubicon, 2010. 3. sz. 64–69.
- 55. Makkai László. Korunk, 2011. 22. évf. 5. sz. 85–89. (Szász Zoltánnal)

## VI. Rövid recenziók
- 1. Şerban Papacostea: Oltenia sub stapinirea austriaca. Bucureşti, 1972. Századok, 1973. 4. sz.
- 2. Florin Constantiniu. Relaţiile agrare în Ţara Românească din secolul al XVIII–lea. Buc., 1972. Századok, 1974. 1. sz.
- 3. Kemény G. Gábor: Mocsári Lajos a népek barátságáért. Századok, 1974. 3. sz.
- 4. George Bariţ magyar levelezése. sajtó alá rendezte Ioan Chindris és Kovács József. Tiszatáj, 1975. 1. sz.
- 5. Dimitrie Cantemir: Descriptio Moldaviae. Buc., 1973. Századok, 1975. 436–437.
- 6. Sárközi Zoltán: Az erdélyi szászok 1848–49–ben. Századok, 1975. 5–6. sz. 1115–1116.
- 7. Paysannerie francaise, paysannerie hongroise aux XVI–XX. ss. Budapest, 1973. Nouvelles Études Hongroises, 1975. 248–249.
- 8. Jordáky Lajos: A Román Nemzeti Párt megalakulása. Budapest, 1976. Századok, 1976. 4. sz. 727–729.
- 9. George Bariţ şi contemporanii săi. I. Szerk. Ştefan Pascu, Iosif. Pervain. Századok, 1976. 6. sz. 1172–1173.
- 10. Vasile Goldis: A nemzetiségi kérdésről. Bukarest, 1976. Alföld, 1977. 4. sz. 89.
- 11. Egyed Ákos: Háromszék 1848–49. Bukarest, 1978. Századok, 1979. 4. sz. 718–721.
- 12. Buch und Verlagswesen im 18. und 19. Jahrhundert. Hrsg., H. G. Göpfert, G. Kozielek. Berlin, 1977. Österreichische Osthefte, 1979. 2. 166–168. = 12/a. Századok, 1980. 1. 137–139.
- 13. Ernst Wagner: Historisch-statistisches Ortsnamenbuch. Köln–Wien, 1977. Századok, 1979. 6. 1119–1122. = 13/a. Acta Historica, 1980. 3–4. 461–465.
- 14. Trócsányi Zsolt: Az 1790–es évek reformmozgalmának történetéhez. Budapest, 1978. Századok, 1980. 1. 133–135.
- 15. = Acta Historica, 1980. 3–4. 480–481.
- 16. Kiss András: Varga Katalin pere. Bukarest, 1979. Századok, 1981. 420–422.
- 17. Csetri Elek–Imreh István: Erdély változó társadalma 1767–1821. Századok, 1981. 2. 422–423.
- 18. = Acta Historica, 1981. 239/240.
- 19. Niederhauser Emil: A nemzeti megújulási mozgalmak Kelet–Európában. Budapest, 1977. MTA Filozófiai és Történettudományok Osztályának Közleményei, 1980. 3. 137–243.
- 20. Bona Gábor: Tábornokok és törzstisztek a szabadságharcban. Budapest, 1983. Magyar Hírlap, 1984. március 24.
- 21. Die Habsburgermonarchie. III. Hrsg. Adam Wandruszka–Peter Urbanitsch. Wien, 1980. Levéltári Közlemények, 1983–1984. 330–332.
- 22. Kemény Zsigmond: Korkívánatok. Szerk., Rigó László. Budapest, Századok, 1983. 1–2. 225–227.
- 23. Katherine Verdery: Transylvanian Villagers. Berkeley–Los Angeles–London, 1983. Ethnographia, 1985. 2–3. 432–434,
- 24. Unsere gemeinsame Sachen: Jászi Oszkár: A nemzeti államok kialakulása, Petru Groza: A börtön homályában. Fried István: Közép–és Kelet–Európa között. Bücher aus Ungarn 1986. 3. 7–10.
- 25. A nagybirtokos arisztokrácia ellenforradalmi szerepe 1848–49–ben. I. Szerk., Andics Erzsébet. Budapest, 1981. Levéltári Közlemények, 1983. 1–2. 225–227.
- 26. Despre religiozitate populara (Neagu Djuvara: Le pays roumain entre Orient et Occident. Paris, 1989.) Foaia noastra, 1981. sept. 29. 39.
- 27. Iacob Marza: Şcoală şi natiune. Új Erdélyi Múzeum, 1990. 1–2. sz. 229–232.
- 28. Raoul Şerban: Fantasma imperiului ungar şi Casa Europei. Buksz, 1990. 4. sz. 495–496.
- 29. Lucas Joseph Marienburg: Geographie des Grosfürstenthums Siebenbürgen. Köln–Wien, 1987. Századok, 1990. 1. 142–144.
- 30. Paul H. Stahl: Serban Voinea (1894–1969). Paris, 1990. Világtörténet, 1991. 1. 73–74.
- 31. "A távoli barát". E. M. Cioran– Constantin Noica. L'ami lointain. Paris–Bucarest. Paris, 1991. Holmi, 1993. 6. sz. 894–897.
- 32. Edgar Hösch: Geschichte der Balkanländer. BUKSZ, 1993. 3. sz. 385–387.
- 33. Robert A. Kann: Dynasty, Politics and Culture. Századok, 1994. 1. sz. 205–206.
- 34. = Österreichische Osthefte, 1994. 4. sz. 846–848.
- 35. Dan V. Pleshoyanu: Colonel Nicolae Plesoianu and the National Regeneration Movement in Walachia. Századok, 1994. 1. sz. 208.
- 36. = Österreichische Osthefte, 1994. 2. sz. 342–343.
- 37. Erdély öröksége. Erdélyi emlékírók Erdélyről. Buksz, 1994. 2. sz. 230–232.
- 38. Philippi, Maja: Die Bürger von Kronstadt im 14. und 15. Jahrhundert. Ungarn–Jahrbuch, 18. 1990. 274–276.
- 39. Eszmetörténet a periferián (Román eszmetörténet, 1866–1945. Vál. Pászka Imre.) Aetas, 1994. 3. sz. 178–181.
- 40. Paul H. Stahl: Household, Village and village Confederation in Southern Europa. New York, 1986. Klio, 1995. 1. sz. 14–16.
- 41. Vlad Georgescu: The Romanians. Columbus, Ohio State University, 1991. ; Szász Zoltán: A románok története. Budapest, 1993. Buksz, 1995. 2. sz. 238–241.
- 42. G. Brătescu: Grija pentru sănătate. 1581–1820. Bucureşti, 1988. Klió, 1995. 2. sz. 79–81.
- 43. Petre P. Panaitescu: Interpretări româneşti. Bucureşti, 1994. Buksz, 1996. 2. sz. 216–218.
- 44. = A hét, 1996. július 26. 30. sz. (másodközlés)
- 45. Adolf Armbruster: Romanitatea Românilor. Bucureşti, 1993. Budapesti Könyvszemle Buksz, 1997. 1. sz. 83–86.
- 46. Eduard Albert Bielz: Handbuch der Landeskunde Siebenbürgens. Századok, 1997. 3. sz. 798–800.
- 47. Ion Gheţie – Al. Mareş: Diaconul Coresi. Debreceni Szemle, 1997. nov. 3–4. sz. 524–525.
- 48. “Hitler három harca”. Cuthbert Carson Mann: Hitler’s Three Struggles. Chicago. 1995. Holmi, 1998. 4. sz. 599–602.
- 49. Rátekintés az 1848–as Erdélyre. Egyed Ákos: Erdély 1848–1849. Népszabadság, 1998. jún. 5.
- 50. Románia története. Ekkehard Völkl: Rumänien. Vom 19. Jahrhundert bis in die Gegenwart. Verlag Friedrich Pustet Regensburg, Südosteuropa–Gesellschaft München, Regensburg, 1995. 280. Klió, 1989. 3. sz. 42–46.
- 51. Randolph L. Braham: Román nacionalisták és a holocaust. Budapest, Múlt és Jövő Kiadó, 1998. 248. Múlt és Jövő, 1984. 4. sz. 114–117.
- 52. Hitlerről másként. Lawrence Birken: Hitler as Philosophe. Westport – London, 1995. Rubicon, 1999. 1–2. sz. 62–63.
- 53. Pietr Bogatyrev: Vampires in the Carpathian. Századok, 1999. 4. sz. 850–851.
- 54. Roth, Harald: Kleine Geschichte Siebenbürgens. Ungarn–Jahrbuch, 1998/1999. 356–359.
- 55. Széljegyzetek „A román hivatáselit” című műhöz. Convieţuirea – Együttélés, 2002. 1–2. sz. 164–166.
- 56. Südosteuropa–Bibliographie. Ergänzungsband 4. Századok, 2002. 6. sz. 1507–1508.
- 57. Schnittstellen. Gesellschaft, Nation, Konflikt und Erinnerung in Südosteuropa. Festtschrift für Holm Sundhausen zum 65. Geburtstag. Századok, 2009.
- 58. Daniel Ursprung: Herrschaftslegitimation zwischen Tradition und Innovation. Repräsentation und Inszenierung von Herrschaft in der rumänischen Geschichte. Századok, 2010. 144. év. 1. sz. 209–210.
- 59. Veliky János: A változások kora. Valóság, 2010. 53. évf. 3. sz. 108–109.
- 60. Derek Beales: Joseph II. Against the World, 1780-1790. Cambridge, 2009. Hadtörténelmi Közlemények, 2010. 123. évf. 3. sz. 712-717.
- 61. Két-Erdély-történeti atlasz. Valóság, 2012. 40. évf. 2. sz. 103–106.

## VII. Bibliográfiák
- 1. The Nationality Problem in Hungarian Scholarly Literature (1945–1975). A Selected Bibliography. Canadian Revue of Studies in Nationalism. Vol. VIII. 1976. 124–152.
- 2. A szatmári békétől az 1848–49–es forradalom és szabadságharcig. Századok, 1980. 3. sz. 378–403.
- 3. Hungary and Eastern Europe. 1711–1849. Research report. Études historiques hongroises. 1980. I. 58–88. (= 2.)

## VIII. Interjúk
- 1. Történészek felelnek. Mozgó Világ, 1979. 5. sz 117–119.
- 2. Rostás Zoltán: Erdélyben kulturális zónák, kultúrkörök találkoznak. A hét, 1993. július 9. 27. sz. 3–4.
- 3. Bíró Béla: A történelem is szakma. A hét, 1994. júl. 15. 28. sz. 3–4.
- 4. Botlik József: Mit üzen a pásztorfiú. Magyar Nemzet, 1995. ápr. 27.
- 5. Pataky István: Eszmék és téveszmék. Új Magyarország. 1995. június 13. 136. sz. 11.
- 6. ”Istoria trebuie scrisă respectând adevărurile şi specificul celuilalt.” Curierul Românesc, 1996. július, 7. sz.
- 7. Anat–Katharina Kálmán: “Es geht um die Entflechtung von Widersprüchen. ” Pester Lloyd, 1996. September 25. 4.
- 8. Pataky István: Hatékonyabb munka a normalitás szigetén. Új Magyarország, 1996. okt. 2. 14.
- 9. Barabás István: Eszmék és téveszmék szövevényében keressük az utat. A hét, 2002. ápr. 18. 15. sz. 3–4.; ápr. 25. 16. sz. 3–4.; máj. 9. 17. sz. 3–4.
- 10. Barabás István: Mítoszok a történelem porfelhőjében. A hét, 2003. ápr. 24. 3–4.

## IX. Fordítások
- 1. Henri H. Stahl: Nerej, un village d'une région archaique. Bucarest, 1939. I. 100–103, 225–234, 240–242, 360–378. III. 381–192. Henri H. Stahl: A régi román falu és öröksége. Budapest, 1992. 39–70. (S. Varga Katalinnal)
- 2. Henri H. Stahl: Techniques agraires, coutumes juridiques et paysages ruraux. Revue Roumaine d'histoire, 1981. 3. sz. 458–501. Henri H. Stahl: A régi román falu és öröksége. Budapest, 1992. 96–113. (S. Varga Katalinnal)
- 3. Ion Negoiţescu: Mihai Eminescu. Europa Balcanica–Danubiana–Carpathica, I. 1993. 13–21.

## Melléklet

### I. Konferenciákon való részvétel (előadások)
- 1. Le rőle des Presses Universitaires dans l'évolution de la culture roumaine. Az Egyetemi Nyomda 200 éve. 1977 július Budapest
- 2. L'industrie saxonne entre l'Orient et l'Occident. Nemzetközi Történészkongresszus 1980. aug. Bukarest
- 3. Le rőle de l'industrie de la Transylvanie dans la division regionale du travail. Colloque franco–hongrois 1981 máj. Balatonfüred
- 4. A magyar–román viszony 1849 tavaszán és nyarán. A Népek Tavasza Kelet–Európában 1983. okt. 15. Szigetvár
- 5. Teleki László a reformkorban. Teleki László 1985. nov. 19. Szirák
- 6. La bourgeoisie levantine de Brasov. The First International Congress on Romanian Studies 1985. júl. 1–5.
- 7. Die Rechtsverhältnisse in Siebenbürgen des Vormärzes. Arbeitskreis für Siebenbürgische Landeskunde 1986. szept. 4–6. Freiburg
- 8. L'urbanisation en Transylvanie dans le XIXe siècle. Colloque franco–hongrois 1987. szept. 17–20 Paris
- 9. A román ortodoxia megújulása az 1849–i köröskisjenei zsinaton. Egyházak a világban 1991. június Esztergom
- 10. Die Entwicklung der Unterentwicklung in Siebenbürgen. Arbeitskreis für Siebenbürgische Landeskunde, 1991. szept. Nagyszeben
- 11. The Synod at Chişineu-Criş in 1849. The Second International Congress on Romanian Studies, 1993. jul. 6–10. Iaşi
- 12. Az 1648–i gyulafehérvári Biblia újrakiadásáról. A felekezetek együttélése az erdélyi fejedelemségben. Bpest, Europa Institut, 1993. okt. 7–8.
- 13. Das Bild vom Anderen in Siebenbürgen. Das Bild vom Anderen. Salzburg, 1994. június
- 14. Intre Orient şi Occident: burghezia româna din Brasov. Magyar–román vegyesbizottság ülésszaka. Nagyvárad, 1994. okt. 21.
- 15. Nicolae Iorga: Geschichte der Rumänen in Ungarn und Siebenbürgen, 1915. Nation, Nationalismus in wissenschaftlichen Standwerken in Mittel–Europa, Budapest, 1994. nov. 26.
- 16. Brasov, Brassó, Kronstadt –– ville frontiere au passé. L état et la nation dans l Europe contemporaine. Bruxelles, Spa, 1995. okt. 6–11.
- 17. Erdély a polgárháború árnyékában. Közép–Európa 1848–49–ben. Budapest, 1996. február 24–25
- 18. Activitatea editorială a Catedrei de filologie română din Budapesta. Nagyszeben, 1996. július. A Fundaţie Culturală rendezvénye a román irodalommal és kultúrával foglalkozó külföldi szakemberek számára.
- 19. Das Revolutionsjahr 1848/49. Mythen und Modelle. ––Arbeitskreis für siebenbürgische Landeskunde, 35. Jahrestagung. Wien, 13–15. September 1997.
- 20. Dialogue hongrois sur Le génie francais. –– La France et l’Europe centrale et orientale au XXe siècle. Colloque organisé ŕ l’Institut Hongrois les 14–15 novembre 1997.
- 21. ‘Hungarian – Romanian Common Past’ and/or ‘Historical Reconciliation’. Romanian/Hungarian Intertwined Destiny. The XXVth ARP International Interdisciplinary Conference on Society in Change. December 6–7, 1997. Budapest
- 22. “Was ist der Ungar?” Alternativen zur Interpretation des Nationalcharakters. Nation, Nationenbildung und Ethnizität in Österreich–Ungarn, circa 1850–1930. Budapest, 21–22 Februar 1998.
- 23. Magyarok és románok 1848–49-ben. Kerekasztal beszélgetés a bukaresti Magyar Kultúrházban. 1998. március 23. Bukarest.
- 24. Mythes et modeles dans l’analyse du phénomene révolutionnaire en Transylvanie. Histoire et Integration. L”Institut d’Études d’Europe Centrale, 16–17. avril 1998. Budapest
- 25. Wie entstand das Gesetz über die Emanzipation der Juden? Symposium: Die ungarische Revolution von 1848–49. Hamburg, 15–16. o5. 1998.
- 26. Emanciparea evreilor în Ungaria în 1849. Conferinţa internaţională: Revoluţia de la 1848–1849 în Europa Centrală. Cluj, 28–30 mai 1998.
- 27. Kommentar zu dem Bericht von A. Gergely: Ungarns Aprilgesetze aus dem Jahre 1848. Tagung: Verfassungswandel um 1848 europäischen Vergleich. Berlin, 11–13 Juni 1998
- 28. Az 1849. évi magyar zsidóemancipációs törvény. Magyarok Világszövetsége, „A magyar kultúra műhelyei a harmadik évezredben” 1998. augusztus 23
- 29. Kossuth, unser Zeitgenosse. 1848 Erfolg und Scheitern einer Revolution. 7–8. Oktober, 1998. Wien
- 30. Mythes et modèles, la guerre civile en Transylvanie. 1848–1849: Regards sur des révolutions. 15 octobre 1998. Paris
- 31. Mítosz és valóság: 1848–49. Románul. Vitaindító. Kerekasztal beszélgetés a bukaresti Magyar Kultúrházban. 1999. március 17. Bukarest.
- 32. Kísérlet az interetnikus kapcsolatok jogi szabályozására: az 1849–i szegedi nemzetiségi törvény. „Interetnikus kapcsolatok Közép–Európában – Erdély”. Írók, politikusok, nagykövetek VIII. Találkozója. Szekszárd, 1999. szeptember 24.
- 33. Elkésett dialógus? Magyar–román kapcsolatok az 1850–es évek elején. „Legyőzve is győztesen” MTA Történettudományi Intézete és Komárom Város Önkormányzata. Komárom, 1999. okt. 1.
- 34. Alternative europene: Legea naţionalitălor din Szeged şi constituţia austriacă din martie 1849. Sesiunea Comisiei mixte a istoricilor maghiari şi români. Oradea, 21–22 oct. 1999.
- 35. Eine Revolution in der Revolution: 28. Juli 1849 Szeged. Das ungarische Nationalitätengesetz von 1849. Folgen und Perspektiven. Symposium – Botschaft der Republik Ungarn, Collegium Higaricum, Österreichisches Ost–und Südosteuropa Institut, Wien, 4 November 1999.
- 36. A forradalmak helye a magyar és román történelemben. Románul. Vitaindító előadás. Kerekasztal beszélgetés a bukaresti Magyar Kultúrházban. Bukarest, 2000. március 14.
- 37. Michelet între romăni şi unguri. „Românii şi cultura Europei. ” Sinaia, 22–24 iunie 2000, Fundaţia Culturală Română
- 38. La première conception de l’identité judéo–hongroise au 19e siècle. L’apport de l’écrivain et journaliste Edouard Horn). Les Juifs et la modernité en Europe. Perspectives Est–Ouest. Maison des Sciences de l’Homme, Párizs, 2000. szeptember 18.
- 39. Az értelmiség felelőssége: A magyar szellemtörténet az 1930–as években. Románul. Vitaindító. Kerekasztal beszélgetés a bukaresti Magyar Kultúrházban. Bukarest, 2000. március 20.
- 40. Din moştenirea istoriografiei maghiare interbelice şi tendinţe metodologice în noua istorie: Ex libris Zolnai Béla. „Civilizaţie transilvană şi tendinţe metodologice în noua istorie”. Cluj, 2001. szept. 13–15.
- 41. I. Tóth Zoltán „újrafelfedezése”. I. Tóth Zoltán (1911–1956) emlékülés. Bp, 2001. nov. 28.
- 42. Emanciparea evreilor în anul 1849 (A zsidóemancipáció Magyarországon 1849.) Előadás a bukaresti Magyar Kulturális Központban, Bukarest, 2000. március 24.
- 43. Michelet műhelyében: magyarok és románok francia tükörben (În atelierul lui Michelet: unguri şi romăni în oglindă franceză) A Magyar–Román Történész Vegyesbizottság tudományos ülése. 2002. ápr. 24.
- 44. „Rossz vigéc” vagy a „magyarok Mózese”? Kossuth személyisége és politikája Gyulay Lajos (1800–1868) ismeretlen naplóinak tükrében. Kossuth lajos és az egyházak. A Magyarországi Evangélikus Egyház emlék–konferenciája. 2002. okt. 24–25.
- 45. Kossuth Lajos és a zsidóemancipáció. A nemzetiségi kérdés Kossuth és kortársai szemében. Szeged, SZTE JGYTFK konferenciája. 2002. okt. 29.
- 46. Activitatea lui Kossuth prin prizma neorevizionizmului istoriografic. Előadás a bukaresti Magyar Kulturális Központban, Bukarest, 2000. március 18.
- 47. A magyarok románképe a XIX. században. A román és a magyar nemzet viszonya a XXI. századból nézve. A kaposvári Magyar-Román Baráti társaság nemzetközi konferenciája. 2003. szept. 13.
- 48. Filológia és szellemtörténet: Zolnai Béla emlékezete. Tamás Lajos emlékülés. MTA. 2004. ápr. 14.
- 49. Mályusz Elemér és Szekfű Gyula Kossuth-képéhez. A szabadság dilemmái. Konferencia Bibó István emlékére című rendezvényen (Budapest, 2004. ápr. 28.)
- 50. Kossuth Lajos és a magyar politikai kultúra -- Kossuth şi cultura politică maghiară. Magyar-Román Történész Vegyesbizottság ülése, Arad, 2004. május 20.
- 51. Mire jó a mítosz? Francia, magyar és román párhuzamok. Modern mítoszok. VII. Politikatörténeti Nyári Egyetem, Esztergom, 2004. júl. 6.
- 52. A nemzeti kérdés zátonyain 1848–1849. Historiográfiai taktikák és praktikák. Az 1848–49-es forradalom és szabadságharc mai üzenete. Szeged, 2004. júl. 17.
- 53. „... s a föld megnyilt alattunk”. Zsidókraval Pozsonyban 1848. április 23–24-én. Pozsony város története. Pozsony, 2004. okt. 9.
- 54. Murgu, omul şi politicianul. Eftimie Murgu — bicentenar. Szeged, 2005. május 27.
- 55. Természetkultusz és cigánykép. Magyar és román párhuzamok. Cultul naturii şi imaginea ţiganilor. Magyar-Román Történész Vegyesbizottság ülése, Budapest, 2006. nov. 14.
- 56. Der atmosphärische Wandel in Siebenbürgen. Der klein und der große Lebensraum. Siebenbürgen und die Habsburgermonarchie 1848–1918. Kolozsvár, 2007. június 6.
- 57. Modernitate şi religiozitate
- 58. Mit şi religie în Cantata profana sau taina fiilor metamorfozaţi în cerbi. Magyar-Román Történész Vegyesbizottság ülése, Bukarest, 2008. október 17.
- 59. Reformot! De hogyan? Kazinczy Ferenc és Berzeviczy Gergely furcsa vitája. Kazinczy Ferenc-emlékülés. MTA 2009. május 7.
- 60. Reforme sociale şi beletristică. Magyar-Román Történész Vegyesbizottság ülése, Budapest, 2010. okt. 5.
- 61. Diskussionen über die Lage der Bauern in Ungarn um 1800. Internationales Kulturhistorisches Symposion, Mogersdorf, Fürstenfeld, 2011. júl. 6.
- 62. Erdély népessége a 18. században (Források és értelmezések). 7. Nemzetközi Hungarológiai Kongresszus, Kolozsvár, 2011. aug. 23.
- 63. A Sebastian-szindróma. Karády Viktor 75 éves. 2011. Budapest CEU. dec. 14.
- 64. Krisenbehandlung durch Musik. Der Fall Bartók und die Cantata profana. The 20th Century Post-War Crises in European Comparative Perspective, ELTE, Budapest 2012-04-20